# پرینس یاهشوا
پرینس یاهشوا (انگلیسی: Prince Yahshua؛ زاده ۲۱ مارس ۱۹۷۰) یک بازیگر پورنوگرافی اهل ایالات متحده آمریکا است.